# Surface Water Ocean Topography
Pour les articles homonymes, voir SWOT.
Surface Water Ocean Topography (SWOT) (« topographie des eaux de surface et des océans »), généralement désigné par son acronyme, est une mission spatiale d'observation de la Terre dont l'objectif est de mesurer le niveau des eaux de surface - lacs et cours d'eau -, leurs largeurs, les pentes de l'eau. Ces données seront utilisées pour estimer le débit des principales rivières et de déterminer de manière à la fois très fine et très précise le niveau des océans. Ces mesures doivent permettre de mieux comprendre le cycle de l'eau et de maîtriser avec une plus grande précision les ressources en eau devenues critiques. Un deuxième objectif est d'affiner notre connaissance de la circulation des océans et d'améliorer ainsi les modèles climatiques.
La technique de l'altimétrie satellitaire, mise en œuvre pour cette mission, a beaucoup progressé au cours des deux dernières décennies mais la résolution spatiale des instruments est restée relativement grossière (200  à   300 km). Pour répondre aux besoins de sa mission, SWOT utilise un instrument lancé fin 2022, à la fois performant et innovant baptisé KaRIN. Ce radar à synthèse d'ouverture altimètre interféromètre fonctionnant en bande Ka est conçu pour permettre d'effectuer des relevés de niveau sur des rivières de 50 mètres de large avec une résolution de 2 × 10 mètres et est capable d'une précision altimétrique de 10 cm et de 1,7 cm/km pour la pente (lorsque les mesures d'origine sont en moyenne sur des zones de 1 km2).
SWOT est une mission conjointe de la NASA et du CNES avec des participations de l'Agence spatiale canadienne (ASC) et l'Agence spatiale du Royaume-Uni (UKSA). SWOT s'inscrit dans la continuité des missions d'altimétrie satellitaire TOPEX/Poseidon et Jason développées ensemble par la NASA et le CNES depuis les années 1990. Le satellite est placé en orbite en décembre 2022. La mission doit durer au minimum trois ans après une période de vérification et d'étalonnage de 6 mois.

## Contexte

### L'aboutissement d'une série de satellites océanographiques franco-américains
SWOT est le dernier né d'un programme de satellites d'altimétrie satellitaire développés conjointement par l'agence spatiale française (le CNES), et l'agence spatiale civile américaine (la NASA), dont la mission est d'étudier les étendues d'eau présentes à la surface de la Terre. Ce programme a commencé avec la mission TOPEX/Poseidon lancée en 1992 qui a permis grâce des altimètres radio et un système de positionnement précis d'établir pour la première fois la topographie et mesurer le niveau des océans avec une précision de 4,2 centimètres. Cette mission a permis de déterminer les changements affectant le niveau des mers et de déterminer comment la chaleur excédentaire était stockée dans les couches supérieures des océans. La mission TOPEX/Poseidon s'est achevée en 2006 à la suite de la défaillance d'une roue à réaction après 13 années de fonctionnement alors que sa durée projetée était de 3 ans. Trois autres satellites de la série Jason aux caractéristiques similaires ont été développés par les deux agences et lancés en 2001, 2008 et 2016. Par la suite la collecte des données océanographiques a été intégrée dans le programme Copernicus de l'Union Européenne : un premier satellite, Sentinel 6/Jason-CS/Michael Freilich a été développé dans le cadre d'un programme désormais géré et financé par l'Agence spatiale européenne et lancé en 2020. Le lancement d'un deuxième satellite est programmé en 2025.

### Le recensement des ressources en eau douce
L'eau douce constitue une ressource de plus en plus rare et précieuse compte tenu des besoins croissants liés à l'augmentation générale de la population et au développement de la société. Dans ce contexte, il est nécessaire de disposer d'outils permettant d'utiliser au mieux les réserves existantes tout en les préservant. Les outils existants qui reposent sur un réseau d'appareils fournissant les fluctuations de niveaux à des points fixes des rivières ne permettent de disposer que d'une représentation grossière de la distribution spatiale et temporelle des eaux de surface. Les processus qui conduisent aux inondations sont mal anticipés. L'altimétrie satellitaire permet de faire progresser de manière importante au cours des 2 dernières décennies, la connaissance de la circulation océanique en réalisant des mesures altimétriques mettant en évidence les différences de niveau créées par les courants marins. Mais son application aux eaux continentales est limitée par la faible résolution spatiale (distance entre deux points mesurés) de l'instrumentation embarquée (200  à   300 km). Il fallait concevoir un nouvel instrument pour supprimer cette limitation. C'est dans cette optique que la mission SWOT a été conçue.

## Historique du projet

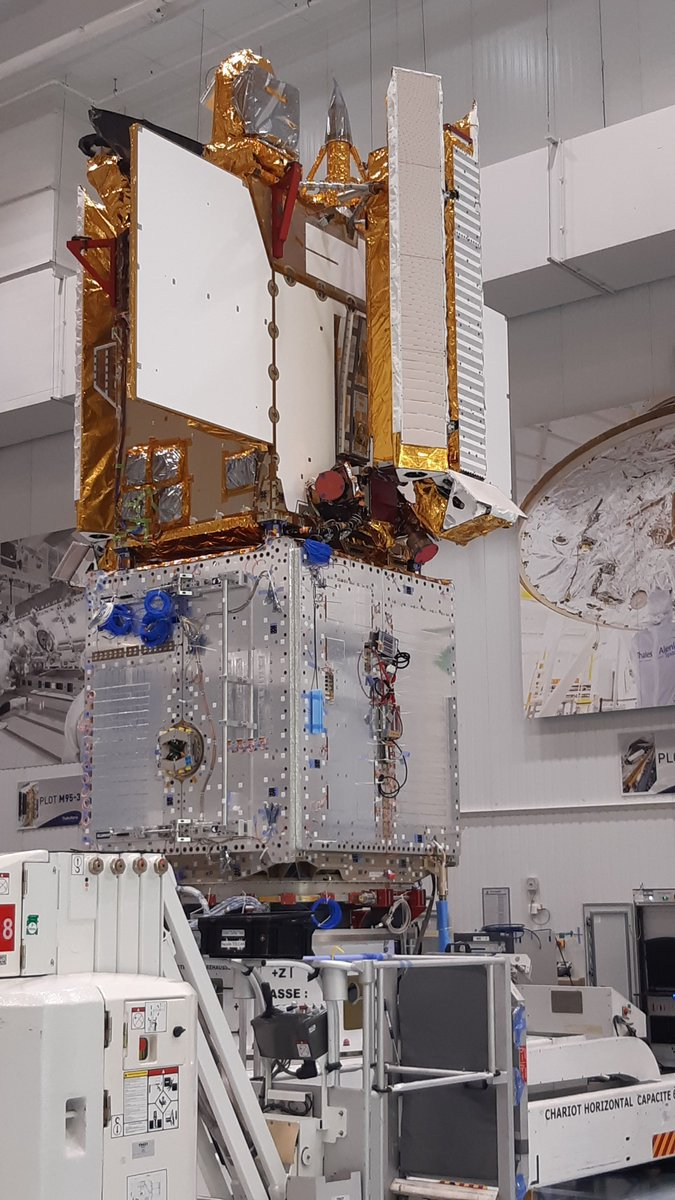
Assemblage de la plateforme (busà et de la charge utile en provenance du JPL dans l'établissement de Cannes de Thales Alenia Space.

L'altimètre WSOA ( Wide Swath Ocean Altimeter), ancêtre de l'instrument principal KaRIn de la mission SWOT, est sélectionné en 2007 par la NASA dans le cadre de son programme Instrument Incubator. La mission SWOT est inscrite dans le plan pour la décennie 2010 de la NASA pour l’étude des changements climatiques et environnementaux. Le 2 mai 2014, la NASA et le CNES signent l'accord formalisant leur rôle dans le programme SWOT. L'agence spatiale française, le CNES, et l'agence spatiale civile américaine, la NASA, créent en 2007 un groupe de travail conjoint pour définir les spécifications d'une mission commune. Le projet est lancé en septembre 2008. La définition des contributions respectives de la NASA et du CNES sont définies en 2010. Pour mettre au point l'instrument principal de la mission, on lance en 2011 le développement d'une version aéroportée AirSWOT. La revue de conception du projet est effectuée en septembre 2012 par la NASA. Le constructeur Thales Alenia Space (TAS) est choisi en 2015 pour la fabrication de la plateforme (bus) du satellite. En février, le CNES décide d'ajouter au satellite un altimètre effectuant des observations au nadir. La revue de définition préliminaire (PDR) est effectuée par le Jet Propulsion Laboratory en janvier 2016 pour s'assurer que les spécifications sont conformes au cahier des charges et identifier les contraintes calendaires et les risques. Le satellite entre en phase de conception détaillée et de construction (phase C/D) mi-2016. L'assemblage de la charge utile, convoyée par avion depuis le site du Jet Propulsion Laboratory en Californie et de la plateforme fabriquée par Thales Alenia Space a lieu le 11 août 2021 au Centre spatial de Cannes - Mandelieu, établissement de cette société,. Le satellite est transporté jusqu'à son site de lancement le 17 octobre 2022 par un C-5M SCM Galaxy de l'US Air Force,.

## Objectifs
La mission de SWOT porte à la fois sur l'hydrologie et l'océanographie :
- En ce qui concerne les eaux de surface continentales, SWOT a pour objectif de mesurer les changements affectant les réserves d'eau douce (lacs, étangs, zones humides) et les variations de débit des principales rivières. Ces mesures à grande échelle doivent permettre de disposer d'une connaissance de la dynamique globale de ces eaux et de pouvoir ainsi surveiller l'évolution des stocks d'eau y compris dans des zones où l'on dispose actuellement de peu d'informations.
- SWOT doit déboucher, grâce à sa résolution élevée, sur une meilleure connaissance de la circulation océanique de type méso-échelle et (sub) méso-échelle. Compte tenu du rôle joué par celle-ci dans le transport d'énergie, la mission permet d'améliorer les modèles climatiques. SWOT doit permettre également d'évaluer les effets de la circulation des eaux côtières sur la vie marine, les écosystèmes et la qualité de l'eau.

## Caractéristiques du satellite

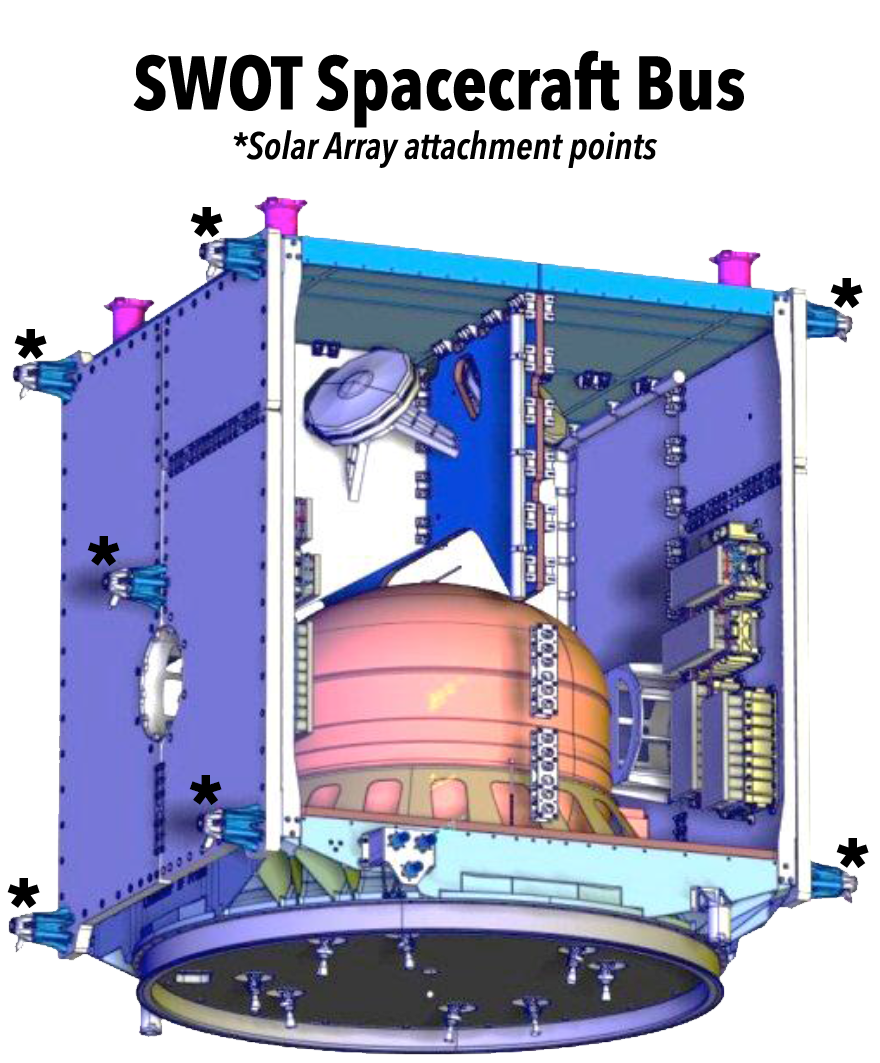
Schéma de la plateforme (bus) de SWOT.

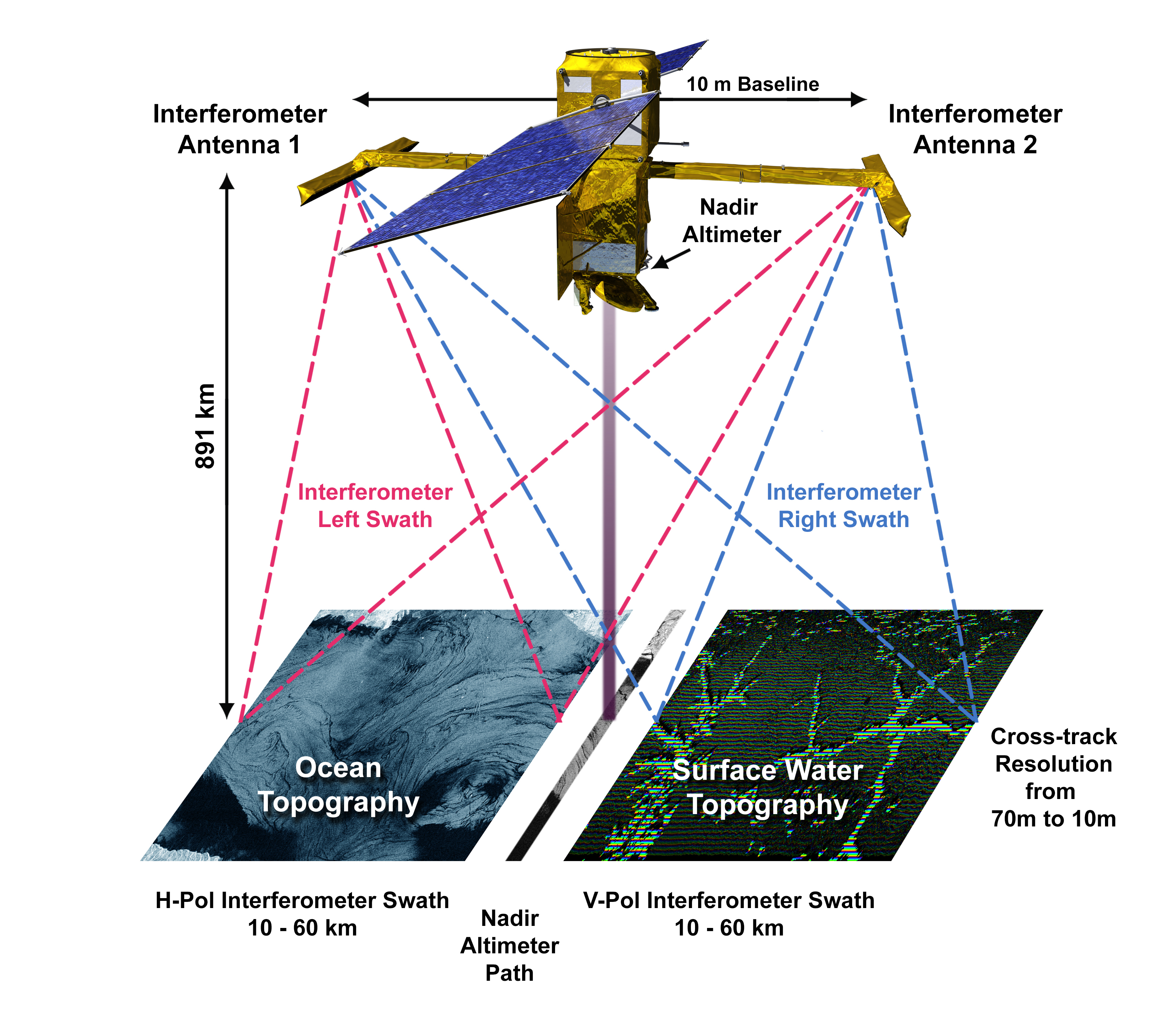
Schéma montrant le processus de mesure des altimètres de SWOT.

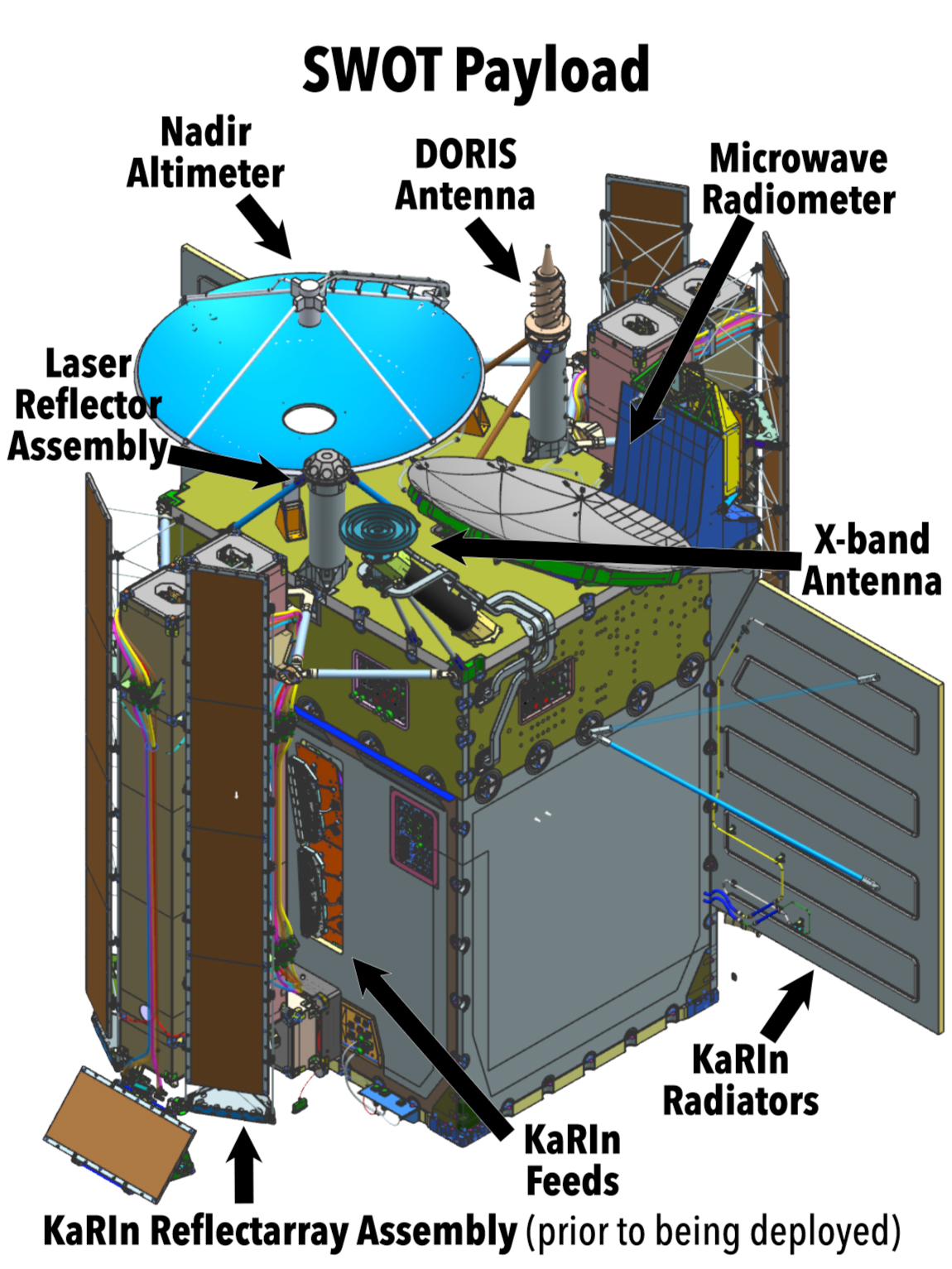
Schéma montrant l'implantation des instruments sur le corps du satellite.

SWOT comprend une plateforme (bus) qui regroupe toutes les servitudes (contrôle d'attitude, télécommunications, propulsion,...) et une série d'instruments conçus pour remplir la mission. SWOT est un satellite d'environ 2 tonnes stabilisé 3 axes. Une fois les panneaux solaires et les différents appendices déployés, son envergure atteint 23 mètres (15 mètres avec les seuls panneaux solaires), une largeur de 10,5 mètres pour une hauteur de 5 mètres. La plateforme, fournie par le constructeur français Thales Alenia Space, est conçue pour limiter les débris spatiaux et permettre une rentrée atmosphérique contrôlée afin de répondre aux exigences de la loi relative aux opérations spatiales. L'énergie est fournie par des panneaux solaires d'une superficie de 35 m² qui produisent 2000 Watts et est stockée dans des batteries ayant une capacité totale de 320 Ah (150 kg). Le système de contrôle d'attitude, qui repose sur des viseurs d'étoiles et des capteurs solaires, utilise des roues de réaction et des magnéto-coupleurs pour modifier l'orientation de l'engin spatial. Le satellite dispose d'un système de propulsion à ergols liquides comprenant huit petits moteurs-fusées de 22 Newtons de poussée brûlant de l'hydrazine. Le transfert des données scientifiques entre le satellite et les stations terriennes s'effectue en bande X. Le satellite est capable de produire environ 7,2 terabits de données par jour ce qui nécessite de pouvoir les transférer avec un débit de 620 mégabits par seconde. Pour ces transferts le satellite dispose d'une antenne parabolique grand gain et les données sont réparties entre deux canaux utilisant des polarisations différentes et qui permettant chacun une vitesse de transfert de 310 mégabits/s. Les télémesures fournissant des indications sur l'état du satellite et les commandes envoyées par les contrôleurs au sol sont échangées en bande S. Les données sont stockées dans une mémoire de masse d'une capacité de 2 téraoctets,,.

## Instrumentation
L'instrumentation principale de SWOT est constituée par les deux altimètres KaRIn et Poseidon-3C qui mesurent la hauteur de l'eau des océans, des cours d'eau et des lacs. Le radiomètre AMR permet de corriger ces mesures en quantifiant les éléments perturbateurs (humidité de l'atmosphère,...). Doris, GPSP et LRA sont des équipements utilisés pour connaitre la position du satellite (altitude, coordonnées) avec la précision requise par les objectifs de la mission.

### L'altimètre KaRIN
KaRIN (Ka-band radar Interferometer) est un altimètre reposant sur l'utilisation d'un radar à synthèse d'ouverture altimètre interféromètre fonctionnant en bande Ka. KaRIN comprend deux antennes radar situées à chaque extrémité d'un mât de 10 m permettant d'effectuer des relevés altimétriques sur une largeur de 120 km (2*60 km de part et d'autre d'une bande nadir de 20 km). La zone couverte comprend donc deux bandes, larges de 60 kilomètres, séparée par un intervalle de 20 kilomètres qui est pris en charge par l'altimètre Poseidon-3C. Compte tenu de la largeur du relevé effectué à chacun de ses passages, le satellite qui est placé sur une orbite géocentrique à 891 km effectue un passage sur l'ensemble des surfaces couvertes d'eau de la planète au minimum deux fois tous les 21 jours, et jusqu'à 7 fois aux latitudes extrêmes vues par le satellite, soit 77.6° Nord et Sud. L'instrument KaRIN est capable de réaliser des mesures sur les fleuves de plus de 100 m de large (voire on l'espère 50 m), ainsi que sur les étendues d'eau de plus de 250 m par 250 m, ceci avec une précision décimétrique. Il peut également quantifier les pentes avec une précision de l’ordre 1,7 cm/km.

### L'altimètre Poseidon-3C
Poseidon-3C est un altimètre qui vient compléter les mesures effectuées par KaRIN en effectuant les mesures au nadir sur une largeur de 20 kilomètres entre les deux bandes latérales prises en charge par cet instrument. Poseidon-3C dérive de l'instrument embarqué sur Jason-3. Il permet de mesurer la distance entre le satellite et la surface, la hauteur des vagues et la vitesses du vent en utilisant deux fréquences (bande Ku et C). L'instrument émet une onde radar qui est captée après réflexion sur la surface par une antenne parabolique de 1,3 mètre de diamètre. La fréquence des signaux est 2020 Hertz et alterne émission en bande KU et en bande C (séquence : 2 signaux Ku, 1 signal C, 3 signaux Ku). L'instrument est fourni par le CNES.

### Le radiomètre AMR
Le radiomètre AMR (Advanced Mirowave Radiometer) est utilisé pour déterminer la quantité de vapeur d'eau contenue dans l'atmosphère terrestre sur le passage des signaux des altimètres. Les données résultantes sont utilisées pour corriger les mesures de ces altimètres. Le radiomètre émet dans la bande des micro-ondes dans trois fréquences différentes (18,7, 23,8 et 34 GHz) pour prendre en compte le vent en surface, la température de l'océan, sa salinité, la présence d'écume, ... L'instrument, qui dérive de celui embarqué sur Jason-3, est développé par le Jet Propulsion Laboratory.

### Le système de positionnement DORIS
DORIS 'Doppler Orbitography and Radiopositioning Integrated by Satellite) est un système de localisation développé par le CNES dans les années 1980 qui permet de déterminer la position du satellite grâce à un réseau de 40 à 50 stations terrestres émettant des signaux radio omnidirectionnels. Le satellite SWOT embarque un récepteur de nouvelle génération mis au point pour le satellite Sentinel-3 qui permet de recevoir simultanément le signal de 7 balises. Cet équipement permet de déterminer la position du satellite avec une précision de 3,5 centimètres.

### Le récepteur GPS GPSP
GPSP est un récepteur du système de positionnement par satellite GPS qui est utilisé pour déterminer la position précise du satellite. Ses performances sont identiques à celles de l'équipement embarqué sur le satellite d'altimétrie Jason-3. Cet instrument est fourni par le Jet Propulsion Laboratory.

### Le rétro-réflecteur laser LRA
LRA est un réflecteur laser composé de plusieurs cubes en quartz disposés sur une structure en forme de cône tronqué. Il est conçu pour réfléchir les émissions laser de stations terrestres. Celles-ci en mesurant le temps mis par le rayon pour faire l'aller-retour déterminent avec une grande précision la position du satellite.

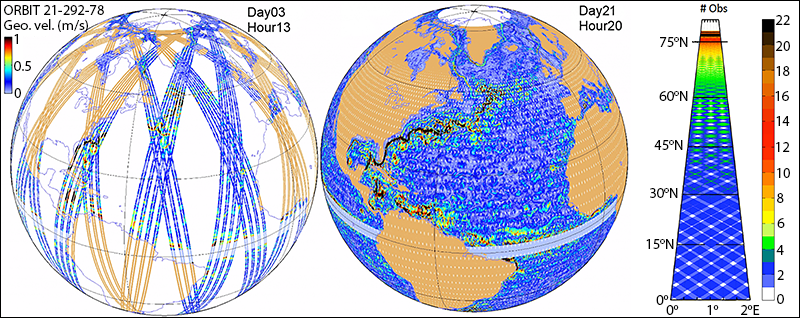
A gauche zones couvertes par les mesures au bout de 3 jours d'observation. À droite couverture à l'issue d'un cycle complet de 21 jours. L'échelle à l'extrême droite indique le nombre de passes effectuées (entre 1 vers l'équateur et 22 aux latitudes les plus nordiques au-dessus d'un point donné en fonction de sa latitude.

## Déroulement de la mission
La durée de la mission primaire est de trois ans. Le satellite SWOT est placé en orbite avec succès le 16 décembre 2022, par un lanceur Falcon 9 de la société SpaceX décollant depuis le complexe de lancement 4E à la base de lancement de Vandenberg. Le satellite est placé dans un premier temps sur une orbite non héliosynchrone à une altitude de 857 kilomètres avec une inclinaison orbitale de 77,6 degrés durant six mois pour une série de mesures rapides, avec une période de revisite de 1 jour (mais par conséquent pas avec une couverture complète du globe terrestre). Durant les 85 premiers jours, le fonctionnement des différents équipements du satellite est vérifié. Les 90 jours suivants sont consacrés à l'étalonnage des altimètres (phase dite de cal-val). Au bout de six mois l'altitude du satellite est ensuite relevée à 891 kilomètres et SWOT entame sa mission primaire d'une durée de trois ans.